# Rosa sicula
Espèce
Classification phylogénétique
Rosa sicula, l’Églantier de Sicile ou Églantier nain, est une espèce de plantes à fleurs de la famille des Rosaceae. C'est un rosier appartenant à la section des Caninae, originaire d'Europe et d'Afrique du Nord.

## Description
C'est un petit arbrisseau de 20 à 80 cm de haut, drageonnant, aux tiges à aiguillons courts et aux jeunes tiges rouges.
Les feuilles imparipennées comptent de 5 à 9 folioles.
Les fleurs, roses, de 2,5 à 3 cm de diamètre, éclosent l'été.
Elles donnent des fruits, des cynorrhodons ovoïdes, longs de 1,3 cm, de couleur rouge conservent leurs sépales à leur extrémité